# Bohdan Scherschun
Bohdan Mykolajowytsch Scherschun (ukrainisch Богдан Миколайович Шершун, wissenschaftliche Transliteration Bohdan Mykolajovyč Šeršun; * 14. Mai 1981 in Chmelnyzkyj; † 8. Januar 2024) war ein ukrainischer Fußballspieler.

## Sportlicher Werdegang
Scherschun debütierte Ende der 1990er Jahre für  Dnipro Dnipropetrovsk im Erwachsenenbereich. Anfang 2002 wechselte er in die russische Premjer-Liga zum PFK ZSKA Moskau, nachdem er mit der ukrainischen U-20-Nationalmannschaft bei der Junioren-Fußballweltmeisterschaft 2001 das Achtelfinale erreicht hatte. Mit dem Hauptstadtklub gewann er 2003 die russische Meisterschaft, parallel avancierte er zum ukrainischen A-Nationalspieler. Im UEFA-Pokal 2004/05 holte er mit dem Verein den Titel, beim 3:1-Endspielerfolg über Sporting Lissabon wurde er jedoch von Trainer Waleri Gassajew nicht eingesetzt und kam insgesamt nur zu drei Einsätzen auf dem Weg ins Endspiel.
2005 kehrte Scherschun zu Dnipro Dnipropetrovsk zurück, wo er fünf Jahre unter Vertrag stand. Dabei wurde er in der Premjer-Liha-Spielzeit 2009/10 an den Ligakonkurrenten Arsenal Kiew verliehen, der ihn im Anschluss dauerhaft unter Vertrag nahm. 2012 zog er auf Leihbasis zu Krywbas Krywyj Rih weiter, auch hier wechselte er im Anschluss dauerhaft den Klub. 2013 meldete sich der Klub aufgrund finanzieller Schwierigkeiten vom Spielbetrieb ab, Scherschun kam bei Wolyn Luzk unter. Dort beendete er nach einer Spielzeit seine aktive Laufbahn.
Später arbeitete Scherschun als TV-Experte. Anfang 2024 starb er nach langer Krankheit.